# Cinéma pendjabi
Cet article concerne le cinéma punjabi. Pour le cinéma indien en général, voir Cinéma indien.
Le cinéma pendjabi, parfois surnommé Pollywood, désigne l'industrie régionale du cinéma indien en langue pendjabi dans l'État du Pendjab, principalement basé à Amritsar.

## Histoire

### Années 1920
Les débuts du cinéma ont lieu dans les années 1920 à Lahore, la capitale provinciale du Pendjab britannique. Le premier film muet, Daughters of Today, est sorti en 1924 à Lahore; la ville compte neuf salles de cinéma opérationnelles. Les films présentés dans ces cinémas ont été principalement produits à Bombay et Calcutta, et rarement à Hollywood et à Londres.
Daughters of Today était une idée originale de GK Mehta, un ancien officier des chemins de fer du nord-ouest qui, tout comme HS Bhatavdekar, avait emporté avec lui une caméra dans le pays. Mehta a continué à produire des reportages d'actualités pour des entreprises à l'étranger et s'est plongé dans d'autres projets de films, mais il a rapidement quitté l'industrie du cinéma pour des entreprises plus rentables. En 1929, Abdur Rashid Kardar réalise Husn Ka Daku. L'industrie cinématographique s'établit alors essentiellement dans la localité de Bhati Gate à Lahore. Kardar, un calligraphiste professionnel, était accompagné de son collègue artiste et ami Muhammad Ismail, qui réaliserait les affiches de ses films.

### Films sonores (1930-1946)
Bien que Kardar ait travaillé avec GK Mehta sur The Daughters of Today, il pensait qu'il devait continuer à travailler et rester actif dans l'industrie malgré le départ de Mehta. Aux côtés d'Ismail, il a vendu tous ses biens pour créer en 1928 un studio et une société de production sous le nom de United Players Corporation. Installé à Ravi Road (aujourd'hui Timber Market), le duo a engagé des acteurs pour travailler avec eux sur leurs projets. Le tournage se faisait principalement à la lumière du jour ce qui limitait leur productivité, mais la zone qu'ils englobaient était riches en décors, notamment d'importants monuments historiques.
Le duo a  copié les films américains et anglais, non seulement dans les tenues des acteurs, mais aussi sur les titres des films. Ils mettent rapidement tout en œuvre pour créer leur premier film sonore. Les acteurs qui ont travaillé pour le studio étaient Hiralal, Gul Hamid, Nazir, Pran Sikhand, Kaushalya Devi, Gulzaar, Mumtaaz et Ahmed Deen. Husn Ka Daku, également connu sous le nom de Mysterious Eagle, constitue les débuts de réalisateur de Kardar. Produit par Hakim Ram Prasad, Heer Ranjha, sorti en 1932 et initialement intitulé Hoor Punjab, a été le premier film sonore pendjabi jamais réalisé. Hakim a fourni au studio l'équipement nécessaire pour réaliser le film sonore, marqué comme le dernier réalisé par Kardar à Lahore, avec Ismail lors du lancement de la carrière de Rafiq Ghaznavi, Nazeer et Anwari.

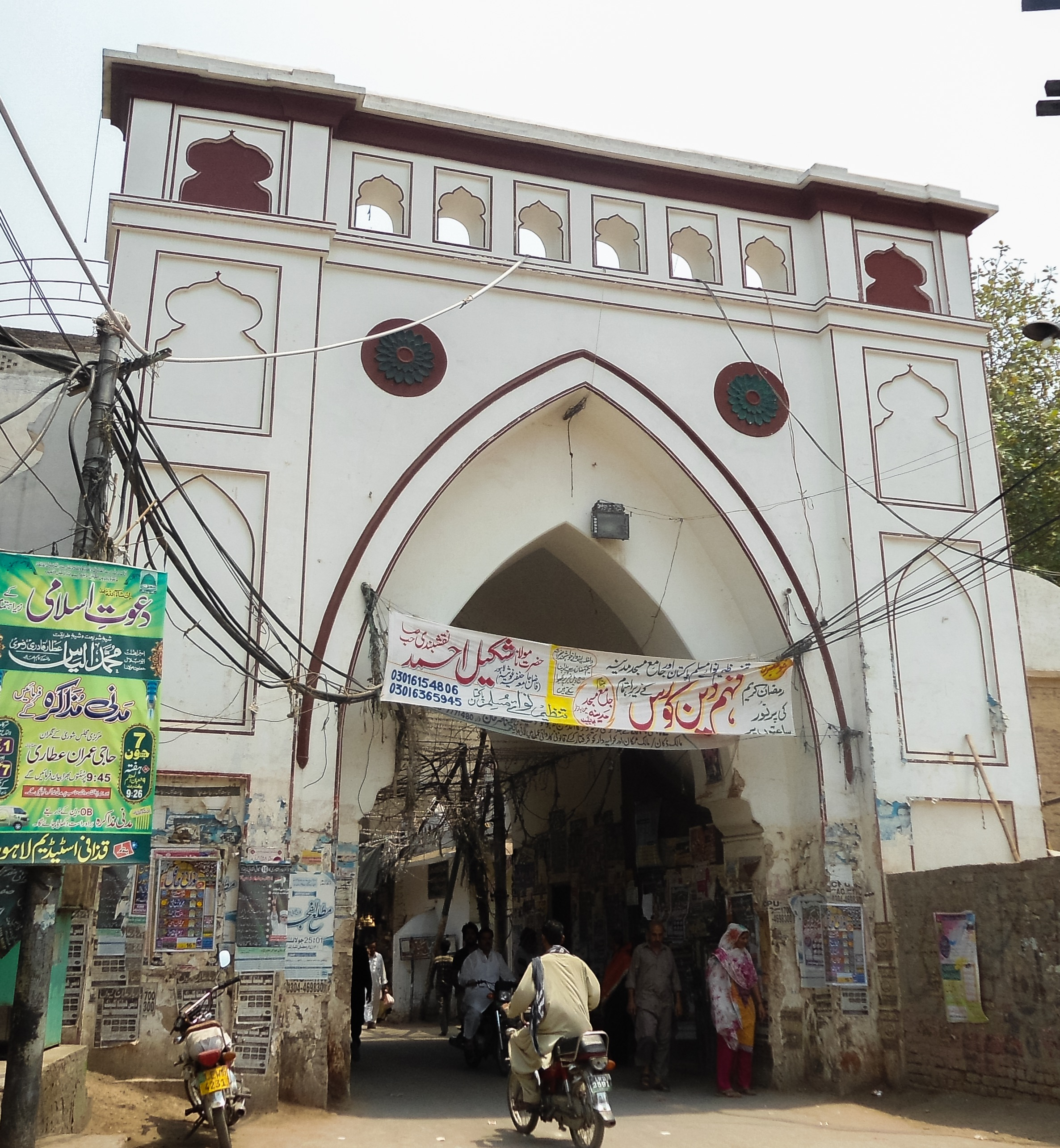
La façade de Bhati Gate

Produit par Indira Movie Tone, Krishna Dev Mehra a réalisé son premier film Pind Di Kudi en 1935. Le film sonore, Pind Di Kudi a été produit à Calcutta et est sorti à Lahore. Il marque les débuts du jeune Noor Jehan en tant qu'acteur et chanteur de playback. En raison du succès de ce film, l'intérêt pour les films pendjabi a commencé à s'intensifier si bien qu'en 1938, avec l'aide de Madan Mohan Mehra, KD Mehra réalise le deuxième film sonore pendjabi, Heer Sial.
Les studios sont installés à Bhati Gate qui est alors connue pour avoir produit certains des acteurs, écrivains et artistes les plus notables. Mais, avec les tensions relatives à l'indépendance du Pakistan et de l'Inde en 1947, la plupart des acteurs se sont rendus dans des régions qui font désormais partie de l'Inde moderne. L'industrie laissée à Lahore sera appelée plus tard Lollywood, un portemanteau de Lahore et Hollywood.

### Après la partition du Pendjab
En 1947, la province britannique du Pendjab a été divisée entre l'Inde et le Pakistan. Le Pendjab occidental est devenu une partie du Pakistan et le Pendjab oriental est devenu une partie de l'Inde. Cela a obligé les acteurs, cinéastes et musiciens pendjabis à travailler dans l'industrie de Bombay, notamment des acteurs tels que KL Saigal, Prithviraj Kapoor, Dilip Kumar et Dev Anand et des chanteurs tels que Mohammed Rafi, Noorjahan et Shamshad Begum. En 1948, Roop K. Shorey a réalisé le premier film pendjabi après la partition du Pendjab.
Des tentatives ont été faites pour maintenir le cinéma pendjabi en vie pendant cette période. Les cinéastes ont réalisé des films comme Posti, Do Lachhian et Bhangra avec un certain succès, mais n'ont pas pu relancer le cinéma pendjabi. Les chansons des films passaient pendant des mois à la radio, ce qui entraînait toutefois une audience à long terme pour les films.

## Festivals de cinéma pendjabi
| Nom                                               | Est. | Ville     | Type          | Détails                                                       | Site Internet                          |
| ------------------------------------------------- | ---- | --------- | ------------- | ------------------------------------------------------------- | -------------------------------------- |
| Festival international du film d'Asie du Sud      | 2012 | Toronto   | International | Festival annuel consacré au cinéma d'Asie du Sud.             | http://www.iffsatoronto.com            |
| Festival international du film punjabi de Ma Boli | 2013 | Vancouver | Spécialisé    | Vitrine annuelle des films pendjabis.                         | http://www.mipff.ca                    |
| Festival du film pendjabi de Nouvelle-Zélande     | 2017 | Auckland  | Spécialisé    | Vitrine annuelle des films pendjabis.                         |                                        |
| Festival du film du Pendjab                       | 2008 | Amritsar  | Spécialisé    | Festival annuel consacré aux films pendjabis.                 |                                        |
| Festival international du film du Pendjab         | 2012 | Toronto   | Spécialisé    | Festival annuel du court-métrage consacré aux films pendjabis | http://www.pifftoronto.com             |
| Festival international du film de Sikh            | 2013 | Toronto   | Spécialisé    | Vitrine annuelle des films sikhs.                             | http://sikhfoundationcanada.com/sifft/ |
| Festival et prix du film de Virasat               | 2016 | Melbourne | Spécialisé    | Festival annuel consacré aux films pendjabis.                 | http://www.virasatipffa.net            |

## Distribution

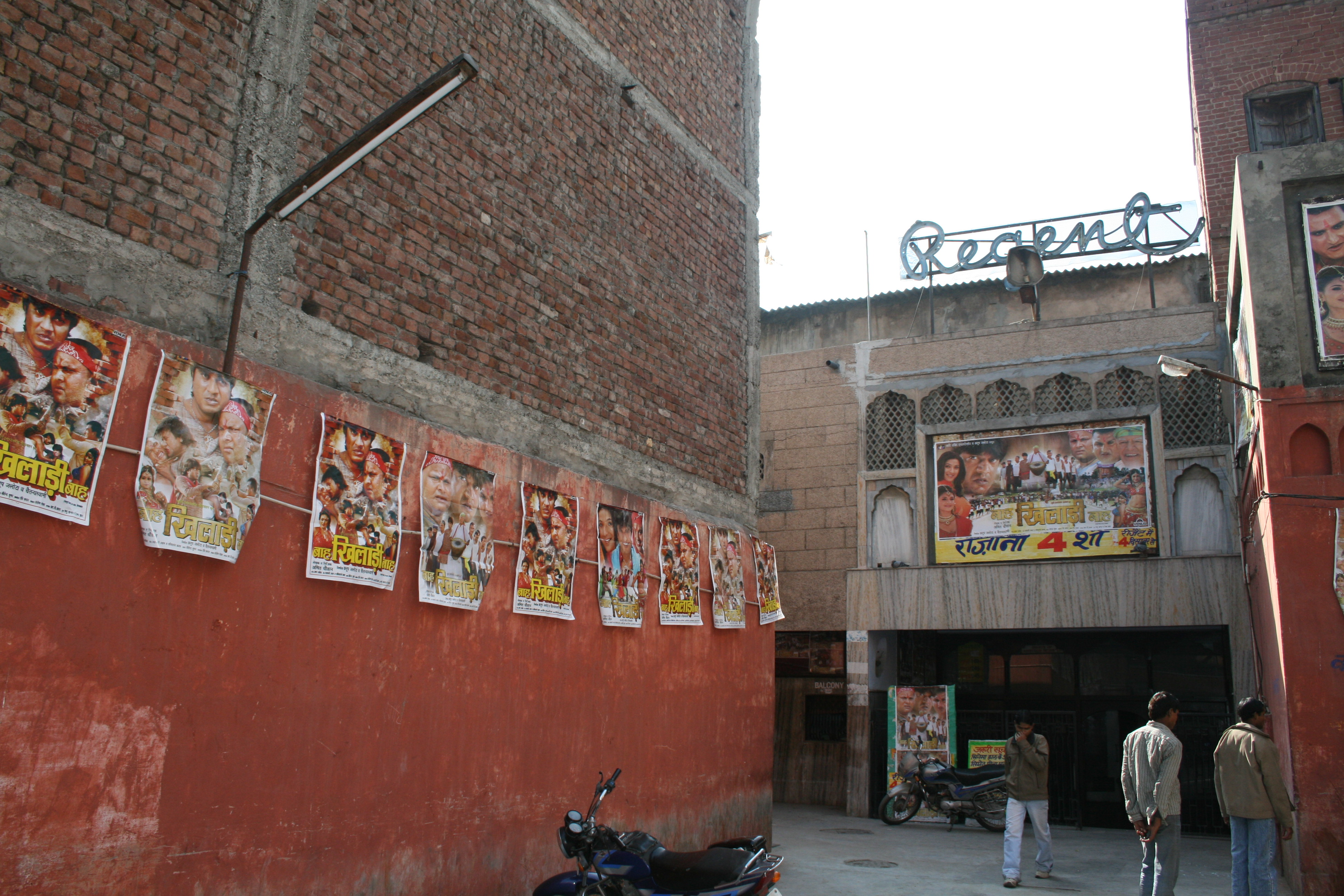
Cinéma Regent, Amritsar

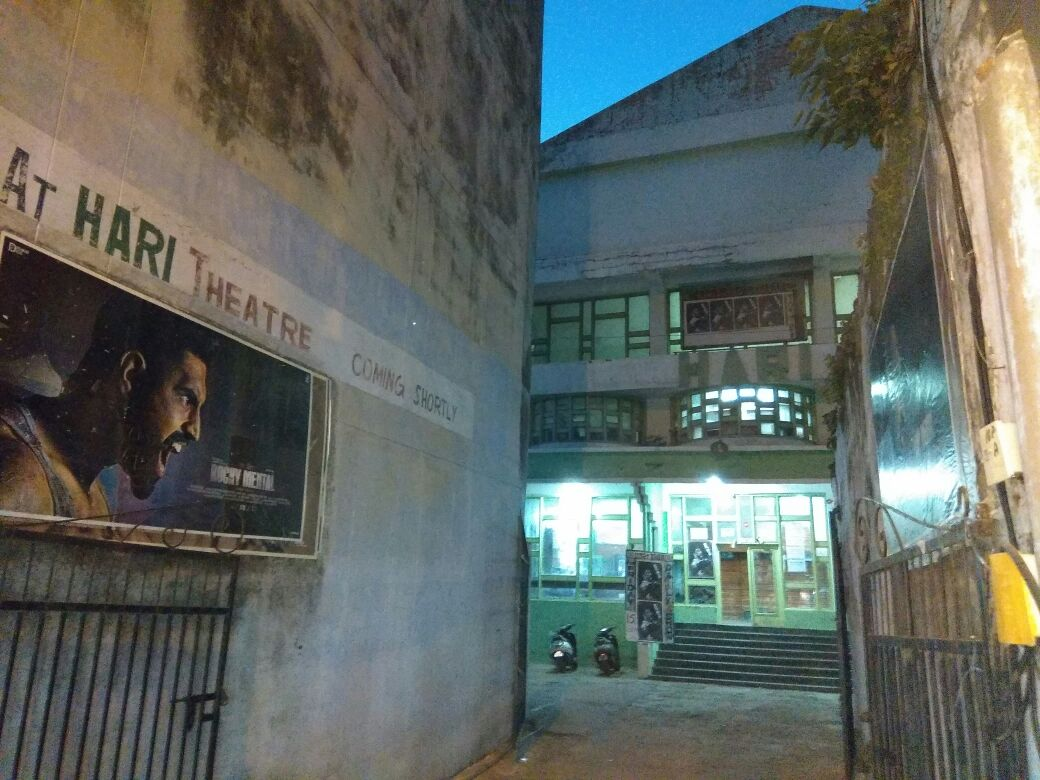
Film Punjabi présenté au Hari Theatre Raghunath Temple Market Jammu, Inde

Avant la fin des années 1900, les sociétés cinématographiques pendjabies étaient largement plongées dans la concurrence pour le marché intérieur. Limitée au Pendjab oriental et au Pendjab occidental et au faible nombre d'écrans dans les zones de langue pendjabi de Delhi et du Rajasthan (Sri Ganganagar, Hanumangarh), sans aucune perspective de développement dans les autres villes métropolitaines, la distribution était un problème pour les cinéastes pendjabis. Il était difficile de rivaliser avec l'énorme demande de films créés par Bollywood.Progressivement, les entreprises pendjabies se sont déplacées vers les marchés australasien, européen et nord-américain.
Ces dernières années, le Canada est devenu une destination populaire pour le tournage de films pendjabi et est le deuxième plus grand marché du cinéma punjabi. Environ 50% des revenus de tous les films à succès en punjabi proviennent des marchés étrangers, dont l'Australie, le Canada, la Malaisie, la Nouvelle-Zélande, le Royaume-Uni et les États-Unis. Un certain nombre de films pendjabis ont également dépassé les collections de films de Bollywood sur les marchés étrangers. Les films pendjabis sont davantage distribués dans les zones linguistiques du Pendjabi en Asie du Sud, notamment le Pendjab oriental, le Pendjab occidental, Delhi, Haryana, Himachal Pradesh, Uttarakhand (Rudrapur, Bajpur, Kashipur)   et Jammu. Les films pendjabis sont également distribués dans les régions où les locuteurs du Pendjabi sont minoritaires, du par exemple les États indiens de Bengaluru, Gujarat, Hyderabad, Kolkata, Madhya Pradesh, Nanded, Odisha, Bihar, et dans d'autres pays tels que l'Autriche, la Belgique, la France, l'Allemagne, Hong Kong, l'Italie, la Malaisie, les Pays-Bays, le Pakistan (autre que le Pendjab occidental) et Singapour.
Sur le territoire d'origine, le Pendjab abritait quatre multiplexes dans tout le Pendjab oriental en 2007, en 2014, le nombre est passé à 36 , la construction de 99 autres étant approuvée par le gouvernement du Pendjab.

## Cinéma parallèle
L'industrie cinématographique penjabie a également créé un cinéma parallèle depuis les années 1980. Marhi Da Deeva (1989), vainqueur d'un National Awrd, explore les questions d'inégalité économique, la ségrégation sociale dans la vie des dalits ouvriers agricoles et d'autres communautés sans terre au Pendjab. Un autre lauréat des National Awards, Anhe Ghore Da Daan (2011) est consacré à la vie des dalits marginalisés du Pendjab. Il s'agit du premier film en pendjabi à avoir voyagé dans de nombreux festivals de films internationaux. Le film a été présenté en première dans la section Orizzonti (Horizons) au 68e Festival International du Film de Venise. Il a remporté le prix spécial du jury et le trophée Black Pearl de 50 000 $ au Festival du film d'Abu Dhabi. Il a également été projeté au 55e BFI London Film Festival, au 49e New York Film Festival et au 16e Busan International Film Festival. Le film a également remporté le prix Golden Peacock du meilleur film lors du 43e Festival international du film d'Inde (IFFI) qui s'est tenu en 2012 à Panaji. Khamosh Pani (2003) est un autre exemple du cinéma parallèle pendjabi et raconte, quant à lui, l'histoire tragique d'une mère veuve et de son jeune fils dans un village de la fin des années 1970 dans le Pendjab occidental et des relations entre les communautés après 1947 Partition du Punjab avec Kiron Kher et Shilpa Shukla .

## Films punjabis les plus rentables (dans le monde)
| Rang | De pointe | Titre            | Année | Réalisateur      | Société de production                       | Recettes     |
| ---- | --------- | ---------------- | ----- | ---------------- | ------------------------------------------- | ------------ |
| 1    | 1         | Chaar Sahibzaade | 2014  | Harry Baweja     | Films de Baweja                             | ₹ 70 crore   |
| 2    | 1         | Sardaarji        | 2015  | Rohit Jugraj     | White Hill Studio                           | ₹ 62 crore   |
| 3    | 2         | Carry on Jatta 2 | 2018  | Smeep Kang       | White Hill Studio, conseillers A et A       | ₹ 56,3 crore |
| 4    | 3         | Manje Bistre     | 2017  | Baljit Singh Deo | Humble Motion Pictures                      | ₹ 31,7 crore |
| 5    | 3         | Angrej           | 2015  | Simerjit Singh   | Dara Productions, Rhythm Boyz Entertainment | ₹ 30,7 crore |

## Acteurs

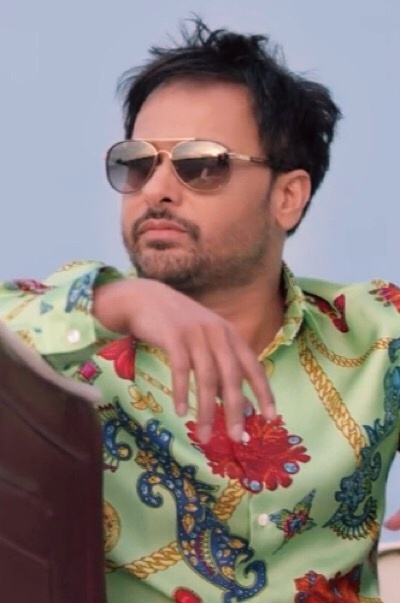
Amrinder Gill, Angrej et Lahoriye
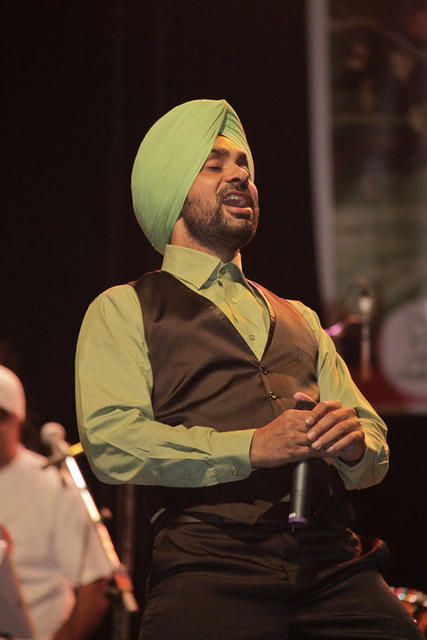
Babbu Maan, Hashar, Ekam - Fils du sol
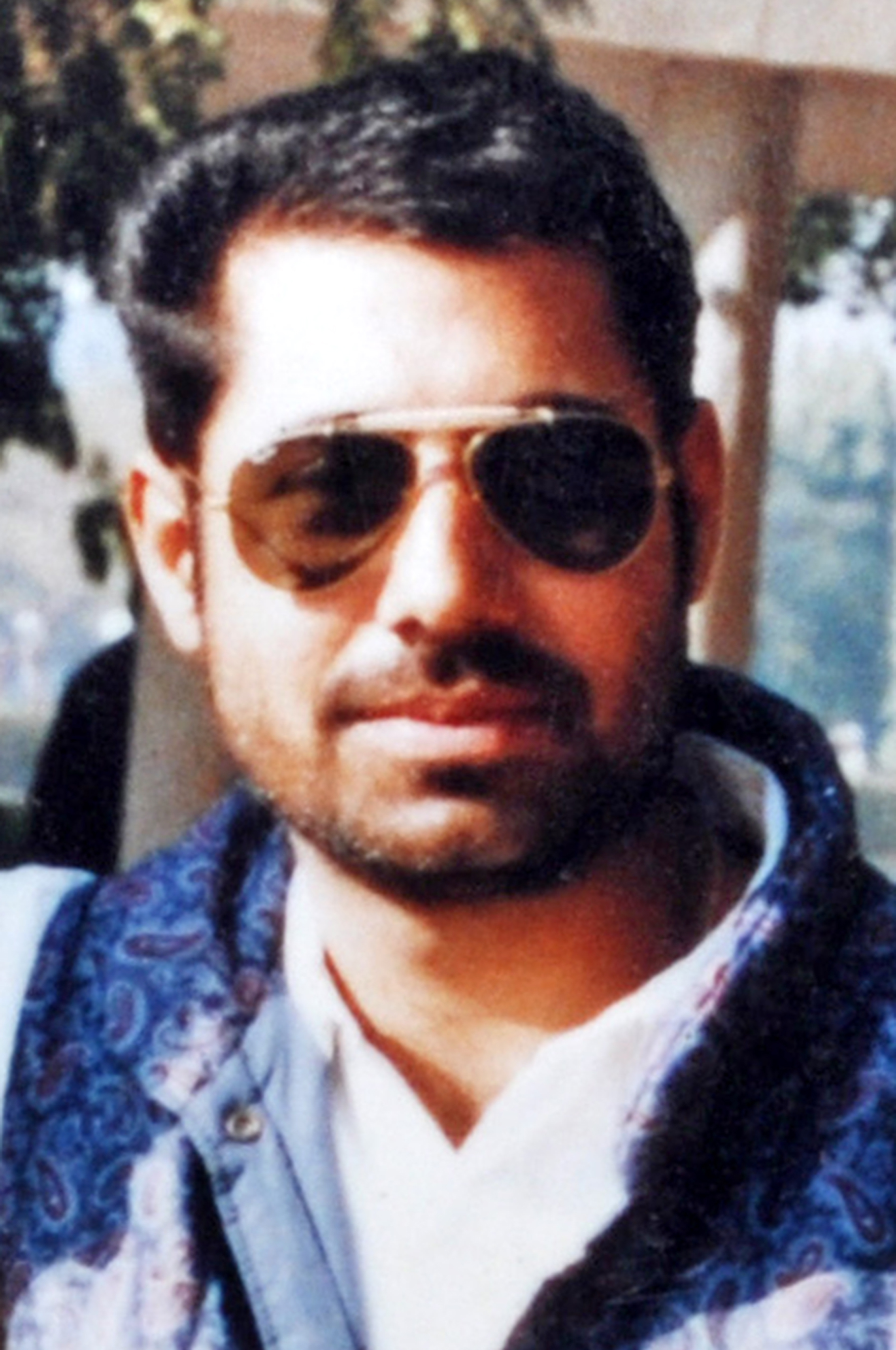
Binnu Dhillon, Bambukat et Carry On Jatta
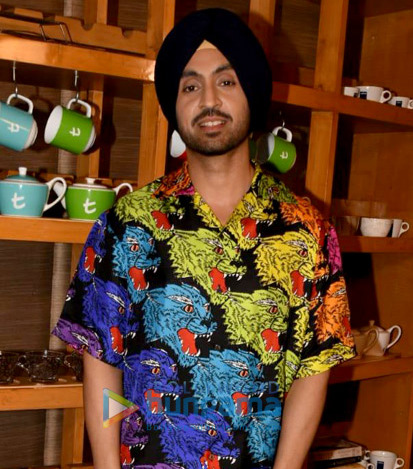
Diljit Dosanjh, Jatt & Juliet et Punjab 1984
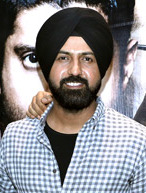
Gippy Grewal, Carry on Jatta 2 et Manje Bistre
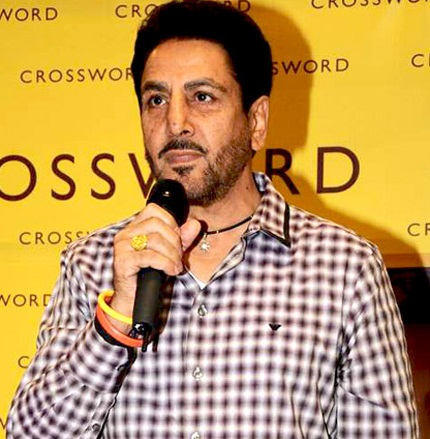
Gurdas Maan, Shaheed-e-Mohabbat Boota Singh et Ucha Dar Babe Nanak Da
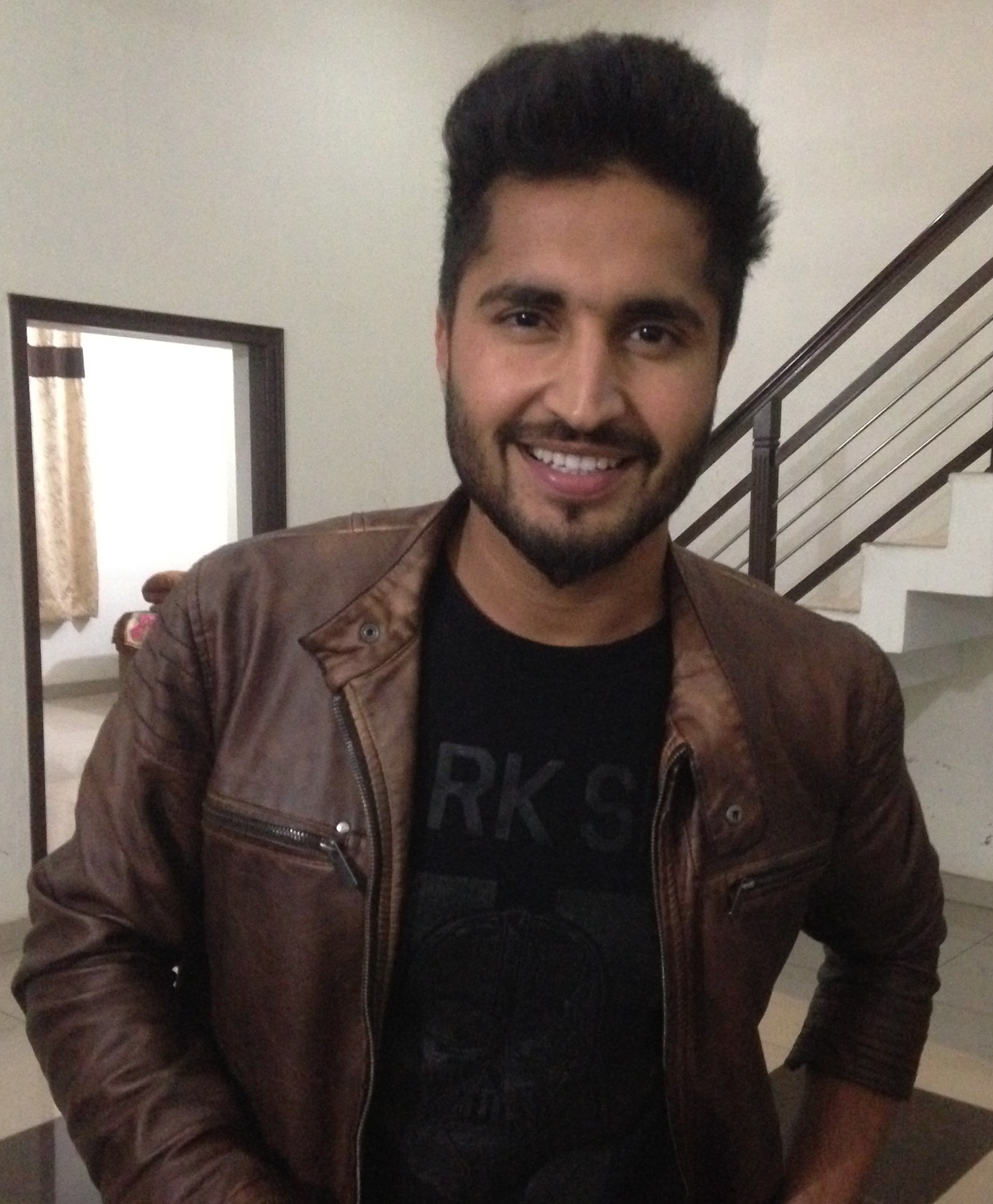
Jassi Gill, Mr & Mrs 420 et Sargi
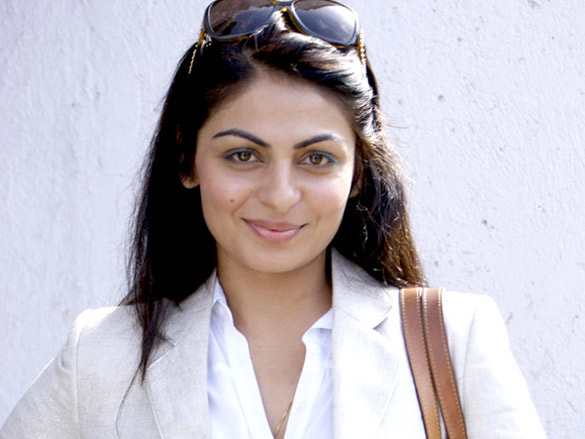
Neeru Bajwa, Jatt & Juliet 2 et Jihne Mera Dil Luteya
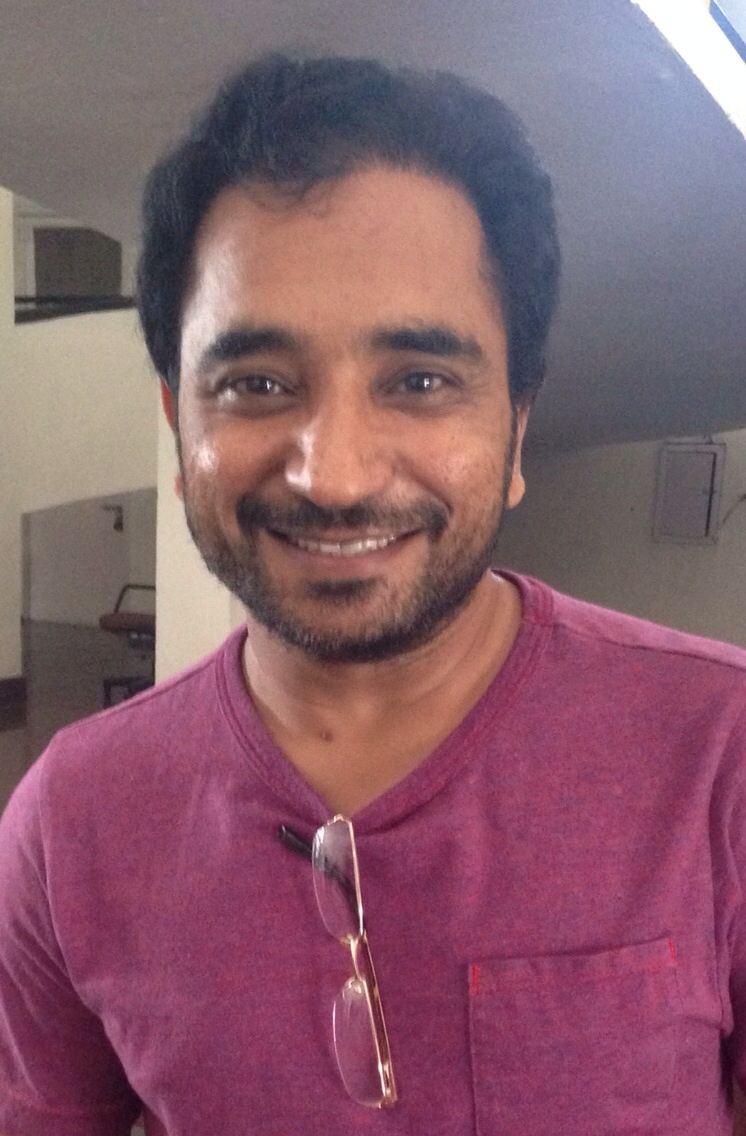
Rana Ranbir, Ardaas et Asees
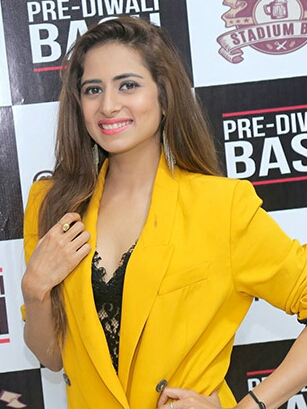
Sargun Mehta, Angrej et Lahoriye
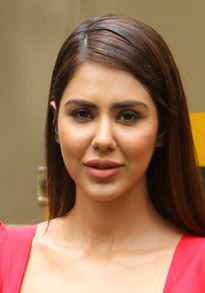
Sonam Bajwa, Manje Bistre et Sardaar Ji 2